# Iglesia de Cristo (Nazaret)
La Iglesia de Cristo (en hebreo: כנסיית המשיח) es una iglesia protestante anglicana situada en la ciudad de Nazaret, Israel. Cerca se encuentra la famosa Iglesia de la Anunciación.
Cuando la iglesia fue terminada en 1871, fue la segunda iglesia anglicana que se construirá en la Tierra Santa. La primera se encuentra en Jerusalén, aunque esa iglesia no es propiedad del diócesis. El edificio fue consagrado por el obispo Samuel Gobat, y el Reverendo John Zeller en el momento de su consagración.